# Carlo Alberto I di Hohenlohe-Waldenburg-Schillingsfürst
Carlo Alberto I di Hohenlohe-Waldenburg-Schillingsfürst (Schillingsfürst, 22 settembre 1719 – Vienna, 25 gennaio 1793) fu il secondo principe del ramo cattolico di Waldenburg-Schillingsfürst del casato di Hohenlohe dal 1753 al 1793.

## Vita
Il principe Carlo Alberto I era figlio del principe Filippo Ernesto di Hohenlohe-Waldenburg-Schillingsfürst (1663-1759) e della sua seconda moglie Maria Anna di Oettingen-Wallerstein (1680-1749), figlia del conte Filippo Carlo di Oettingen-Wallerstein (1640-1680) e di Eberardina Sofia Giuliana di Oettingen-Oettingen (1656-1743).
Il 20 settembre 1735 conseguì il dottorato in filosofia dal professore gesuita Josef Frankfurter all'Università di Fulda. Nel 1743 il padre lo designò a succedere al fratellastro maggiore Filippo Ernesto (1704-1759) come principe di Hohenlohe-Waldenburg-Schillingsfürst. Già nel 1746 Carlo Alberto ottenne una parte del dominio. Nel 1751 il padre lo nominò coreggente dell'intero principato e nel 1753 il padre abdicò ufficialmente, cosicché Carlo Alberto I fu il nuovo principe di Hohenlohe-Waldenburg-Schillingsfürst già durante la vita del padre.
Numerose corrispondenze, per lo più in francese, sono giunte fino a noi sul regno del principe. Le lettere rivelano le idee politiche del principe, basate su un rigido cattolicesimo conservatore e su una mentalità contraria all'Illuminismo. Il principe era sospettoso dei tentativi di coinvolgere nella politica strati più ampi della società. Fu anche un convinto oppositore delle riforme dell'imperatore Giuseppe II nello spirito dell'assolutismo illuminato.
Nel 1763, il principe Carlo Alberto I fece pubblicare in tedesco una traduzione della Bibbia cattolica della Vulgata latina. Fu stampato in grande folio dal consiglio di Norimberga e dagli stampatori della cancelleria Johann Joseph Fleischmann e Christian de Launoy e conteneva 212 incisioni su rame.
A Schillingsfürst, il principe fondò un istituto educativo per i ragazzi della nobiltà e dell'aristocrazia, dove potevano essere educati dai sette ai 18 anni. I gesuiti erano in carica, tanto che la continuità dell'istituzione fu messa in pericolo dall'abolizione dell'Ordine dei Gesuiti nel 1773. In una lettera a papa Clemente XIV, Carlo Alberto si schierò a favore del mantenimento dell'Ordine dei Gesuiti a scopo educativo..
Oltre alla corrispondenza con diplomatici e nobili, il principe fu in contatto con i papi Clemente XIII e Pio VI. La corrispondenza con papa Clemente XIII si estese dal 1765 al 1769, e lo stesso con papa Pio VI dall'inizio del pontificato di quest'ultimo, nel 1775, fino alla morte del principe Carlo Alberto. Si trattava di questioni religiose e politiche, ad esempio riguardo all'influenza del Ppapa alla Dieta perpetua di Ratisbona.
Il principe fu anche in stretto contatto con il guaritore Johann Joseph Gaßner, che accolse temporaneamente alla sua corte, sebbene fosse stato avvertito dalla chiesa di non consentire qui processi che potessero danneggiare il cattolicesimo.
Per la crescente comunità cattolica di Waldenburg, il principe fece costruire dal 1791 al 1793 la chiesa del castello, arredata dal capomastro dell'Algovia Christian Dornacher.
Il regno del principe Carlo Alberto I fu funestato da un conflitto padre-figlio, sorto perché il padre non riteneva consono al suo status il matrimonio del figlio Carlo Alberto II con l'ungherese Judith Reviczky, contratto nel 1773, e quindi non volle avere alcun contatto con la nuora per tutta la vita.
Il principe lasciò a suo figlio e successore una montagna di debiti di 600.000 fiorini.

## Matrimonio e figli
Il principe Carlo Alberto I sposò a Vienna il 7 febbraio 1740 la principessa Sofia Guglielmina (7 agosto 1721 - 29 settembre 1749), figlia del principe Domenico Marquardo di Löwenstein-Wertheim-Rochefort. Da questo matrimonio nacquero quattro figli che raggiunsero l'età adulta:
- Maria Anna (Marianne) Teresa Sofia (23 febbraio 1741 - 16 gennaio 1817), canonichessa a Essen e a Thorn
- Carlo Alberto II, principe di Hohenlohe-Waldenburg-Schillingsfürst (21 febbraio 1742 - 14 giugno 1796)

⚭ prime nozze il 19 maggio 1761 a Horazdiowitz  con la principessa Leopoldina di Löwenstein-Wertheim-Rochefort (28 dicembre 1739 - 9 giugno 1765);
⚭ seconde nozze il 15 agosto 1773 a Kazmir (Ungheria) con la baronessa Judith Reviczky von Revisnye (8 settembre 1753 - 16 novembre 1836)
- Carlo Filippo (17 ottobre 1743 - 21 gennaio 1824), Commendatore e Gran Croce dell'Ordine di Malta a Tobeln, Svizzera
- Francesco Carlo Giuseppe (27 novembre 1745 - 9 ottobre 1819), Vescovo di Augusta

## Ascendenza
|                                                                   |                                           |                                                    | Genitori                                         |  |  | Nonni |  |  | Bisnonni                                                           |  |  | Trisnonni                                         |  |
|                                                                   |                                           |                                                    |                                                  |  |  |       |  |  | Giorgio Federico II, conte di Hohenlohe-Waldenburg-Schillingsfürst |  |  | Giorgio Federico I, conte di Hohenlohe-Waldenburg |  |
|                                                                   |                                           |                                                    |                                                  |  |  |       |  |  | Giorgio Federico II, conte di Hohenlohe-Waldenburg-Schillingsfürst |  |  | Giorgio Federico I, conte di Hohenlohe-Waldenburg |  |
|                                                                   |                                           | Dorotea di Reuß-Gera                               |                                                  |  |  |       |  |  | Giorgio Federico II, conte di Hohenlohe-Waldenburg-Schillingsfürst |  |  |                                                   |  |
| Ludovico Gustavo, conte di Hohenlohe-Waldenburg-Schillingsfürst   |                                           |                                                    |                                                  |  |  |       |  |  | Giorgio Federico II, conte di Hohenlohe-Waldenburg-Schillingsfürst |  |  |                                                   |  |
|                                                                   |                                           | Dorotea Sofia di Solms-Hohensolms-Lich             | Ermanno Adolfo, conte di Solms-Hohensolms-Lich   |  |  |       |  |  |                                                                    |  |  |                                                   |  |
|                                                                   |                                           | Dorotea Sofia di Solms-Hohensolms-Lich             | Ermanno Adolfo, conte di Solms-Hohensolms-Lich   |  |  |       |  |  |                                                                    |  |  |                                                   |  |
|                                                                   |                                           | Dorotea Sofia di Solms-Hohensolms-Lich             | Anna Sofia di Mansfeld-Hinterort                 |  |  |       |  |  |                                                                    |  |  |                                                   |  |
| Filippo Ernesto, principe di Hohenlohe-Waldenburg-Schillingsfürst |                                           | Dorotea Sofia di Solms-Hohensolms-Lich             |                                                  |  |  |       |  |  |                                                                    |  |  |                                                   |  |
|                                                                   |                                           | Ermanno, conte di Hatzfeld                         | Sebastiano di Hatzfeldt, signore di Wildenburg   |  |  |       |  |  |                                                                    |  |  |                                                   |  |
|                                                                   |                                           | Ermanno, conte di Hatzfeld                         | Sebastiano di Hatzfeldt, signore di Wildenburg   |  |  |       |  |  |                                                                    |  |  |                                                   |  |
|                                                                   |                                           | Ermanno, conte di Hatzfeld                         | Maria Margherita di Hatzfeld                     |  |  |       |  |  |                                                                    |  |  |                                                   |  |
| Maria Eleonora di Hatzfeld                                        |                                           | Ermanno, conte di Hatzfeld                         |                                                  |  |  |       |  |  |                                                                    |  |  |                                                   |  |
|                                                                   |                                           | Maria Caterina di Dalberg                          | Volfango Teodoro, barone di Dalberg              |  |  |       |  |  |                                                                    |  |  |                                                   |  |
|                                                                   |                                           | Maria Caterina di Dalberg                          | Volfango Teodoro, barone di Dalberg              |  |  |       |  |  |                                                                    |  |  |                                                   |  |
|                                                                   |                                           | Maria Caterina di Dalberg                          | Maddalena di Cronberg                            |  |  |       |  |  |                                                                    |  |  |                                                   |  |
| Carlo Alberto I, principe di Hohenlohe-Waldenburg-Schillingsfürst |                                           | Maria Caterina di Dalberg                          |                                                  |  |  |       |  |  |                                                                    |  |  |                                                   |  |
|                                                                   | Ernsto II, conte di Oettingen-Wallerstein | Volfango III, conte di Oettingen-Wallerstein       |                                                  |  |  |       |  |  |                                                                    |  |  |                                                   |  |
|                                                                   | Ernsto II, conte di Oettingen-Wallerstein | Volfango III, conte di Oettingen-Wallerstein       |                                                  |  |  |       |  |  |                                                                    |  |  |                                                   |  |
|                                                                   | Ernsto II, conte di Oettingen-Wallerstein | Giovanna di Mol                                    |                                                  |  |  |       |  |  |                                                                    |  |  |                                                   |  |
| Filippo Carlo, conte di Oettingen-Wallerstein                     | Ernsto II, conte di Oettingen-Wallerstein |                                                    |                                                  |  |  |       |  |  |                                                                    |  |  |                                                   |  |
|                                                                   |                                           | Maria Maddalena Fugger                             | Antonio Fugger, signore di Kirchberg-Weissenhorn |  |  |       |  |  |                                                                    |  |  |                                                   |  |
|                                                                   |                                           | Maria Maddalena Fugger                             | Antonio Fugger, signore di Kirchberg-Weissenhorn |  |  |       |  |  |                                                                    |  |  |                                                   |  |
|                                                                   |                                           | Maria Maddalena Fugger                             | Elisabetta Fugger                                |  |  |       |  |  |                                                                    |  |  |                                                   |  |
| Maria Anna di Oettingen-Wallerstein                               |                                           | Maria Maddalena Fugger                             |                                                  |  |  |       |  |  |                                                                    |  |  |                                                   |  |
|                                                                   |                                           | Gioacchino Ernesto I, conte di Oettingen-Oettingen | Ludovico Eberardo, conte di Oettingen-Oettingen  |  |  |       |  |  |                                                                    |  |  |                                                   |  |
|                                                                   |                                           | Gioacchino Ernesto I, conte di Oettingen-Oettingen | Ludovico Eberardo, conte di Oettingen-Oettingen  |  |  |       |  |  |                                                                    |  |  |                                                   |  |
|                                                                   |                                           | Gioacchino Ernesto I, conte di Oettingen-Oettingen | Margherita di Erbach                             |  |  |       |  |  |                                                                    |  |  |                                                   |  |
| Eberardina Sofia Giuliana di Oettingen-Oettingen                  |                                           | Gioacchino Ernesto I, conte di Oettingen-Oettingen |                                                  |  |  |       |  |  |                                                                    |  |  |                                                   |  |
|                                                                   |                                           | Anna Sofia del Palatinato-Sulzbach                 | Augusto, conte Palatino di Sulzbach              |  |  |       |  |  |                                                                    |  |  |                                                   |  |
|                                                                   |                                           | Anna Sofia del Palatinato-Sulzbach                 | Augusto, conte Palatino di Sulzbach              |  |  |       |  |  |                                                                    |  |  |                                                   |  |
|                                                                   |                                           | Anna Sofia del Palatinato-Sulzbach                 | Edvige di Holstein-Gottorp                       |  |  |       |  |  |                                                                    |  |  |                                                   |  |
|                                                                   |                                           | Anna Sofia del Palatinato-Sulzbach                 |                                                  |  |  |       |  |  |                                                                    |  |  |                                                   |  |